# Mahamat Saleh Haroun
Mahamat Saleh Haroun (1961, Jamena) é um cineasta chadiano.